# Donald Thomas Sheldon
Donald Thomas „Don“ Sheldon (* 26. Mai 1930 in Jersey City; † 11. Juni 2015 in Palmerston North) war ein US-amerikanischer Radrennfahrer.

## Sportliche Laufbahn
Sheldon war Straßenradsportler und Teilnehmer der Olympischen Sommerspiele 1952 in Helsinki. Er wurde im olympischen Straßenrennen beim Sieg von André Noyelle 32. Die US-amerikanische Mannschaft kam nicht in die Mannschaftswertung. Er startete auch in der Mannschaftsverfolgung, sein Team wurde auf dem 18. Rang klassiert.
Sheldon siegte 1947 in der Tour of Somerville, einem der bedeutendsten Radrennen in den USA in jener Zeit. 1948 gewann er die nationale Meisterschaft im Straßenrennen der Amateure.